# JOYSOUND

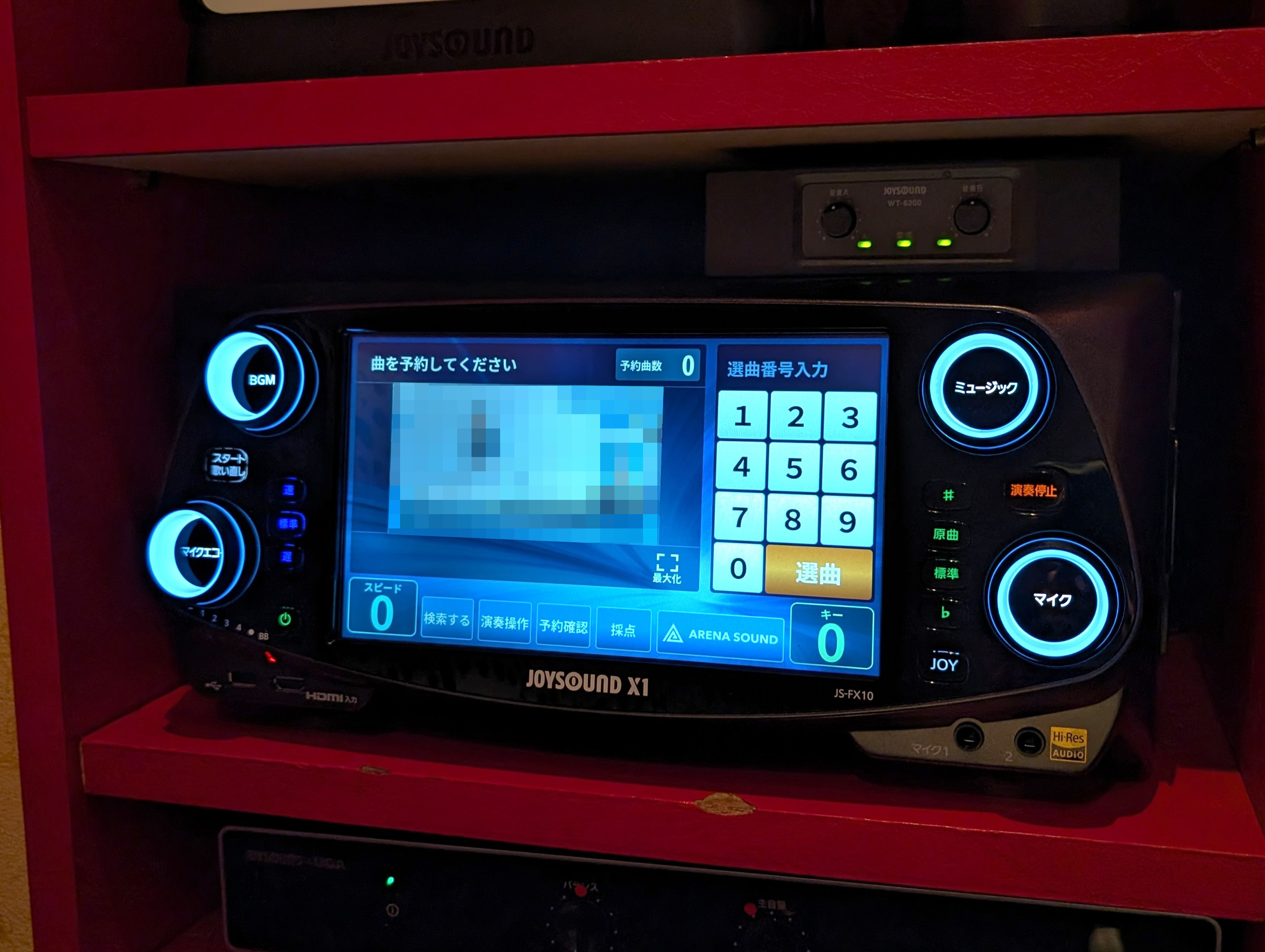
JOYSOUND X1（JS-FX10）

JOYSOUND（ジョイサウンド）はエクシング（ブラザー工業グループ）が運用する業務用通信カラオケのシリーズの総称。ロゴマークは「JOYSOUND」の2つ目の「O」の中心に「・」が付いている。DAM・UGAと並べてJOYと略称されることもある。
JOYSOUND（ジョイサウンド）直営店、カラオケボックスチェーンについては、エクシングの子会社である「スタンダード (企業)」の記事をそれぞれ参照のこと。

## 概説
着メロ、SNS「うたスキ」などのコンテンツと連携したサービスを行っている。特に「うたスキ」で行われている「リアルタイムリクエスト」との連携によって、特定歌手のマイナーソング、東方Projectアレンジ曲などをはじめとする同人楽曲、ニコニコ動画のアマチュア楽曲やVOCALOID楽曲が他社よりも多数配信されているという特徴を持つ。「うたスキ」会員数は2014年9月8日に1000万人を突破した。
最新機種「JOYSOUND X1」の配信曲数は、業界最多の35.5万曲以上である。
ガイドボーカルは全楽曲だが、尚、これは人間の歌唱ではなくシンセサイザー機能のボーカルとなっており、ガイドボーカルはすべてオリジナル歌手が歌っているものではない。歌っているのは新木友里等の歌のプロたちが歌っている（外国人歌手の曲も含めて日本人が歌っている）。

## 前史
本サービス開始のきっかけは、ソフトベンダーTAKERUの開発者である安友雄一のもとへ、とある音楽学校の教師がTAKERUを通じてDTMを普及させたいと相談しに来たことである。
この教師の制作したMIDIデータはTAKERUを通じて販売されたものの、サービス展開当時、パソコンと音楽の両方に精通している人は限られていたため、ほとんど売れなかった。
また、当時のカラオケはレーザーディスクが一般的だったが、収録可能な曲数が限られていた上、新曲の追加ペースが遅いという課題があった。
安友は、これらのMIDIデータがナローバンドで配信できるほど小さいことに気づき、カラオケでの利用を思いついた。

## サービス開始
JOYSOUNDはTAKERUにカラオケ用楽曲配信の中継機という機能を付与する形で誕生した。
初期のJOYSOUNDでは、ブラザーのサーバーからISDNでTAKERUに楽曲データを送り、電話回線経由でTAKERUから通信カラオケ機器へダウンロードする形で運営された。
このような方法がとられた理由として、当時のISDNでは接続時にデータを受け取る側の電話番号が変わってしまうことに由来する。電話番号の変更は機器を設置する店側にとって大きな打撃となるため、通信回線が遅い電話回線をあえて選んだ。
安友は2016年の「日経TRENDY」とのインタビューの中で、TAKERUを通じて通信速度が遅い環境でデータを送信する知見を得たため実現できた」と振り返っている。

## 通信カラオケ

### JOYSOUNDシリーズ
JOYSOUND（ジョイサウンド：JS-1、JS-2、JS-10、JS-20）
通信カラオケ黎明期の1992年10月に、最初の機種「JS-1」を発売。第一興商の「DAM」が台頭するまでは通信カラオケのシェア1位であった。
JS-1/2/10シリーズは2006年8月末、JS-20シリーズは2008年9月末に配信終了。配信終了後も電話回線に接続し使用料を支払えば、配信終了時までに配信された楽曲でカラオケを楽しめる。
最初期機種のCMについて、1993年から1994年にかけて大阪パフォーマンスドール（OPD）が「カラオケ歌い隊 by O.P.D」，「カラオケ歌い隊DX」（嘉門達夫と共演）名義で出演した。また、オリコンウィークリーにもOPDがモデルを務めた広告が3種類掲載された。
JOYSOUND Major（ジョイサウンドメジャー：MJ-10i）
1995年に発売された、ナイト市場（居酒屋・ホテルなど）向けのモデル。
2007年12月末に配信終了。また、当機種が利用していたNTTコミュニケーションズの通信・課金サービス「カルレEX」が2008年3月末日に終了したため、同日をもって全サービスを終了。そのため現在は電話回線に接続しても利用できない。

### HyperJoyシリーズ

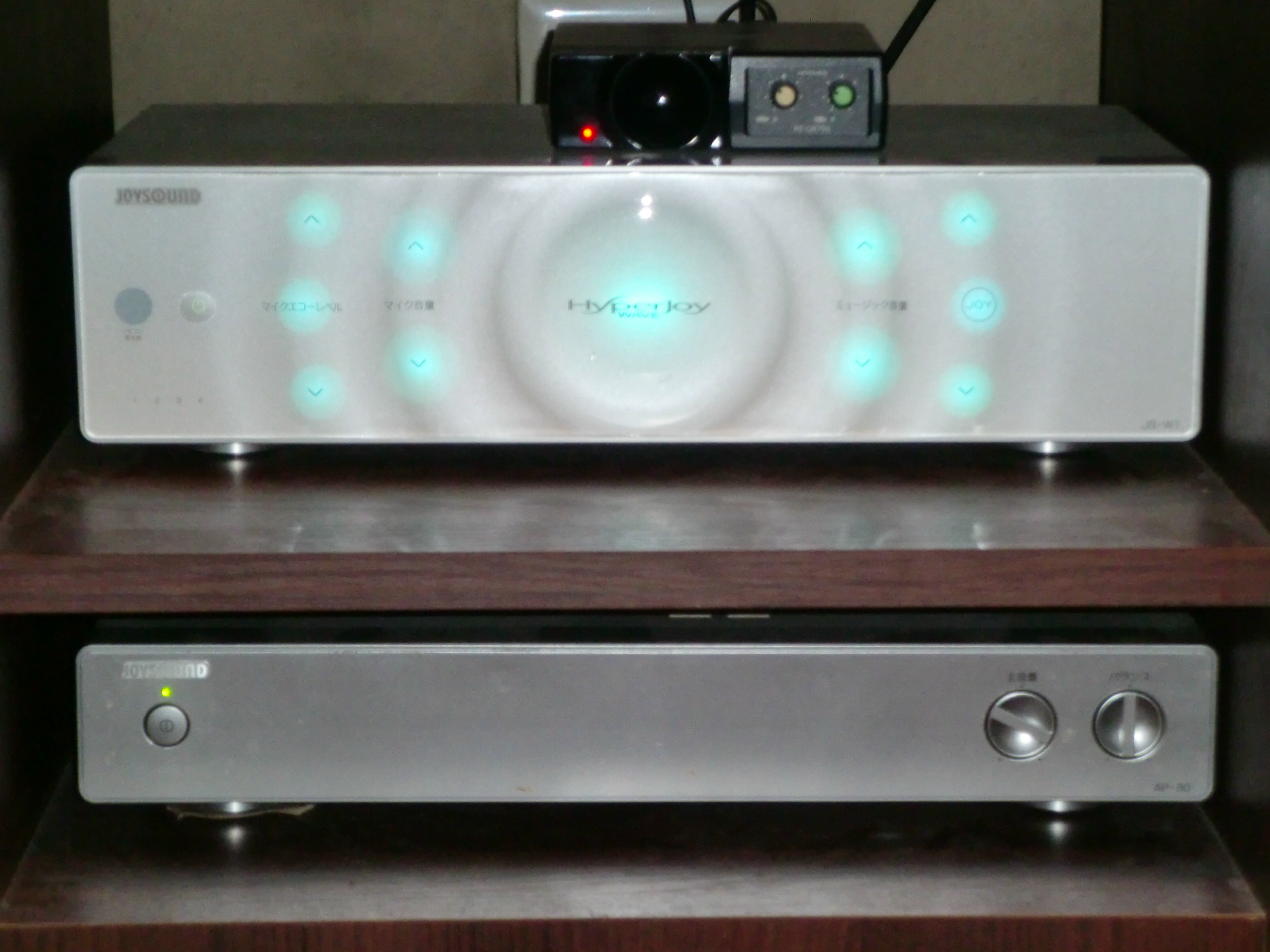
HyperJoyWAVE(JS-W1)

HyperJoy（ハイパージョイ：JS-30L、JS-30X、JS-30VL、JS-30VX）
1997年9月発売。アニメソングやマイナー曲の大量投下で人気を博す。2023年9月時点での曲数は約65,000曲以上で、BMB（当時）が運用するUGAに抜かれるまで業界最多であった。
この機種には前期モデルと後期モデルが存在し、前期モデル（JS-30LもしくはJS-30X）では背景動画を表示するためにDVDプレイヤー等が必要であったが、後期モデル（JS-30VLもしくはJS-30VX）は内蔵の大容量HDDの映像データを背景動画として表示している。
後述のXJ-30Vとともに、2012年9月でカラオケサービスを終了している。
CelebJoy（セレブジョイ：XJ-30V）
2001年9月発売。ナイト市場向けのモデル。ほとんどの機能はHyperJoyの後期モデルと同じである。
HyperJoy V2（ハイパージョイブイツー：JS-70、JS-70II）
2003年7月発売。HyperJoyの曲が全て選曲可能である。以下のV2専用曲も追加されており、専用曲はBB（ブロードバンド）対応機種をBB環境で利用する時のみ配信される。
「PVクリップ」（現在は「本人映像」に名称変更）、「ライブカラオケ」、さらにヴォーカル入りバージョンとして「PV」（現在は「本人歌唱映像」に名称変更）、「ライブ映像」楽曲が追加された。
「SHOW劇クリップ」「ア・カペラ」、スタジオ録音された「スゴオト（生音）」楽曲も追加されたが、2015年5月14日にすべて配信停止となっている。
ハモリではないヴォーカルが入った「うたいり」、パラパラダンス教則映像とボーカル入りで楽しめる「パラパラ振り付き・Original」（パラオケパラダイス）楽曲も追加された。
2003年度グッドデザイン賞受賞。2005年9月にはモデルチェンジしたJS-70IIが登場。後述のXJ-60とともに、2018年3月末で新譜配信サービス終了。
CelebJoy Hearts（セレブジョイハーツ：XJ-60）
2004年11月発売。HyperJoy V2をベースとしたナイト市場向けモデル。収録曲数はV2よりも若干少ない。
HyperJoy WAVE（ハイパージョイウェーブ：JS-W1）

2006年11月発売。HyperJoy V2の曲を全て選曲可能だが、WAVE専用曲も次第に増えている。2006年度グッドデザイン賞受賞。
最大の特徴として、カラオケSNS「うたスキ」に対応する。リアルタイムの全国採点「全国採点ONLINE」もシリーズで初めて導入している。新機能としてサビの部分しか知らない曲や、うろ覚えな曲などをお手本ボーカルがサポートしてくれる「ガイドボーカル入り」が、映像コンテンツとしてはアニメ映像を流す「アニメカラオケ」と「アニメ映像」、子供向けに「NHKみんなのうた映像」「おゆうぎカラオケ」が追加された。
曲数は2008年3月に90000曲を突破。月間配信曲数は1000曲以上で（「うたスキ」の「リアルタイムリクエスト」による上位200曲配信を含む）、2023年9月現在360000曲以上が配信されている。
周辺機器として用意された「セットトップボックス」を接続することにより、各種追加機能を利用できる。#周辺機器も参照。
JEWEL（ジュエル：XJ-J1）
2008年10月発売。HyperJoy WAVEをベースにしたナイト市場向けモデル。
収録曲数はWAVEよりも若干少ない。一部ではあるが「ガイドボーカル入り」「本人映像」「ライブカラオケ」「ライブ映像」「SHOW劇クリップ」楽曲も選曲可能。
顧客管理機能として、常連客の名前や誕生日・来店日などの情報を記録できる機能「VIP Room」、常連客や店舗スタッフの十八番を管理できる「十八番」機能を搭載。カラオケSNS「うたスキ」にも対応した。

### CROSSO

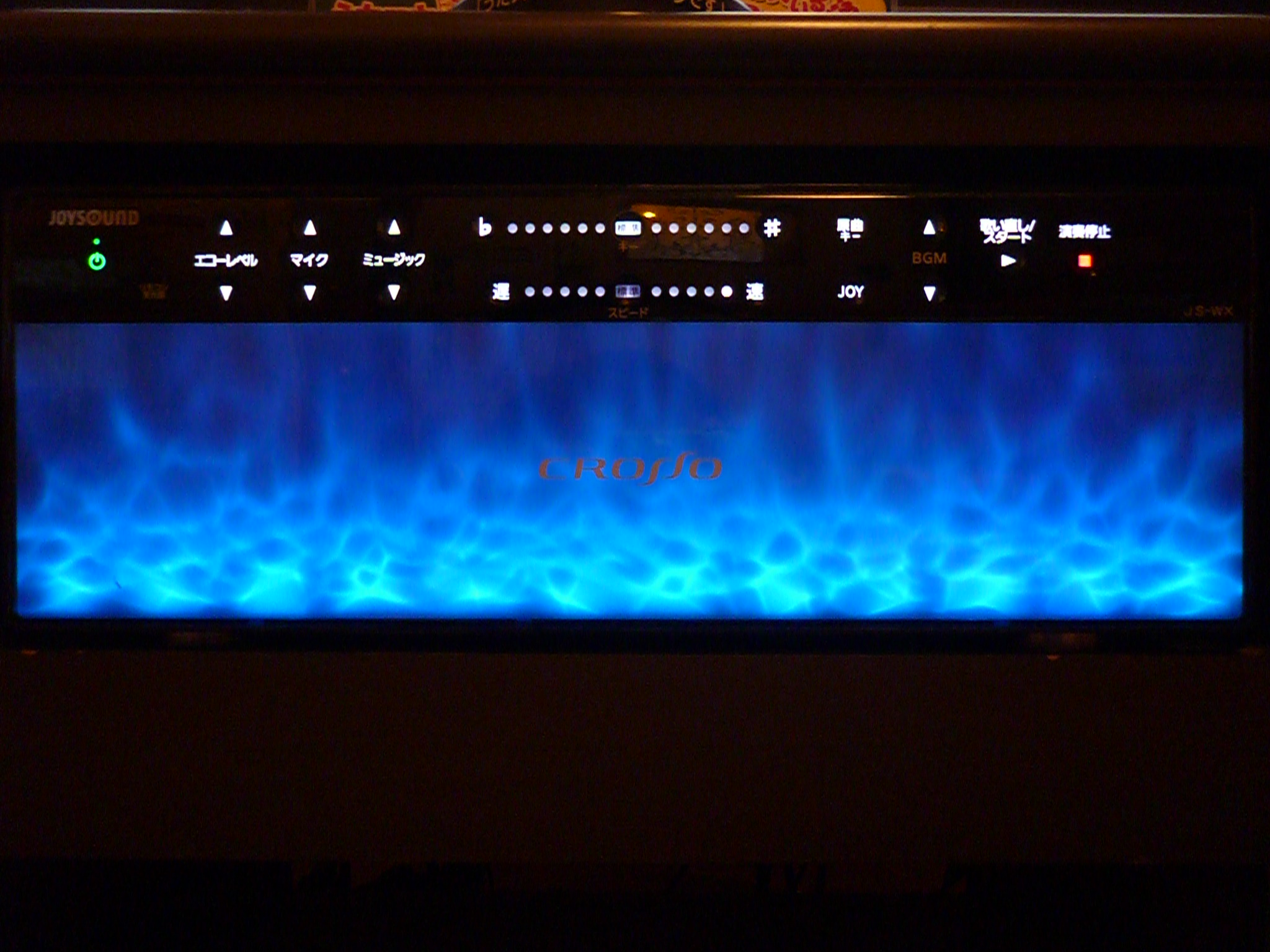
CROSSO（JS-WX）

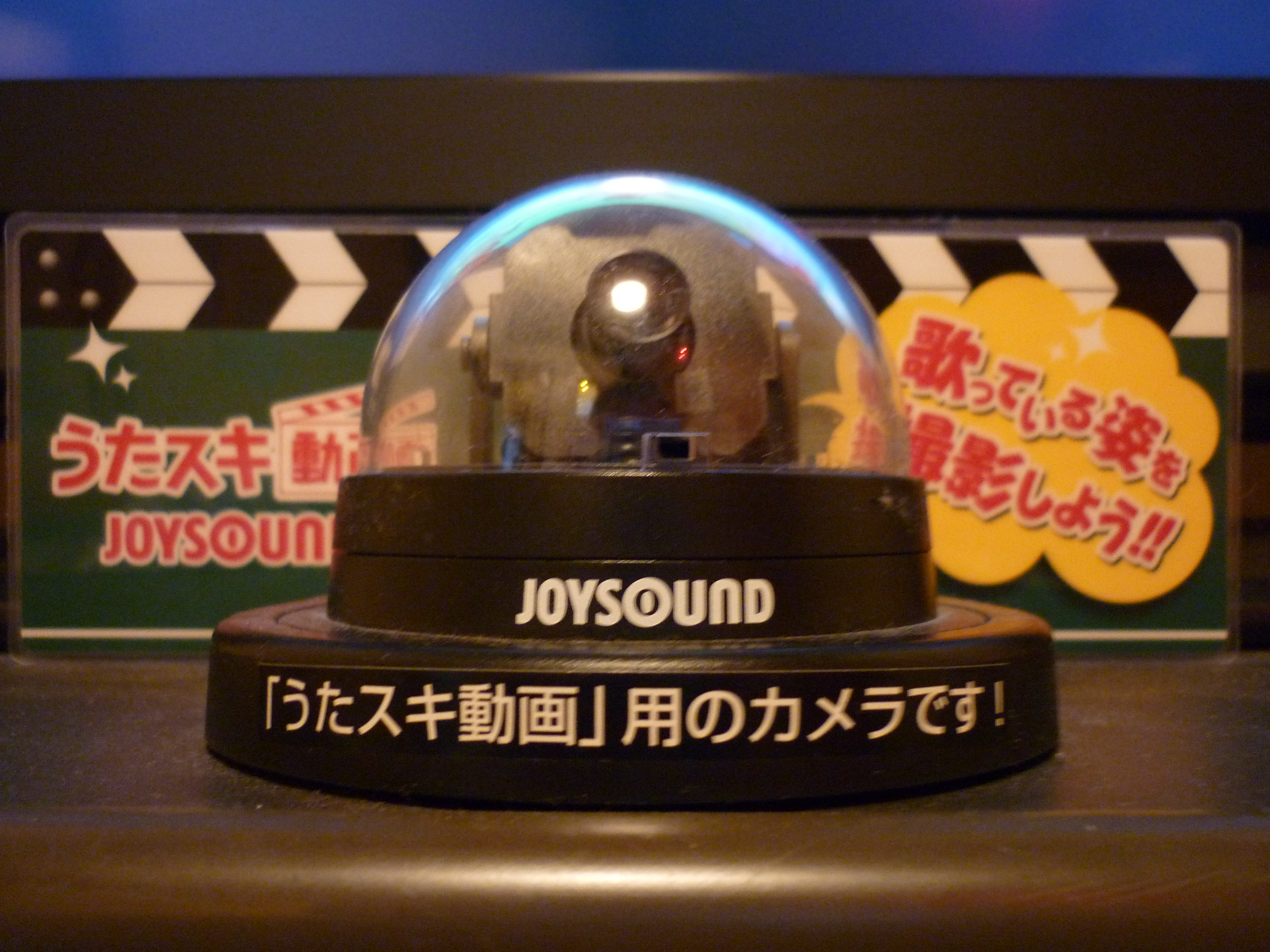
JS-WX用カメラ

CROSSO（クロッソ：JS-WX）

2009年10月発売。HyperJoy WAVEの曲を全て選曲可能。スタジオ収録した生演奏データをリマスタリングした「生演奏」楽曲が追加された。
機種名は英語の「Cross Over（クロスオーバー）」から取った造語で、「音楽を通して、人と人が交わる新しいスタイル」を提供できるよう命名された。現時点で唯一「JOYSOUND」を冠しない機種名となったが、BMB（UGA）との統合後は再び機種名に「JOYSOUND」を冠することとなった。
データ量増大に対応するP2P方式の配信システム「Einy（アイニー）」や、3Dアバターなど、数多くの業界初の機能を搭載した。
本機ではカメラを標準装備しており、HyperJoy WAVEでは必要だった周辺機器を必要とせず「うたスキ動画」や「アフレコ」などの各種機能が利用できる。
配信曲数は発売時13万曲、2023年9月17日現在36万曲以上。

### JOYSOUND fシリーズ

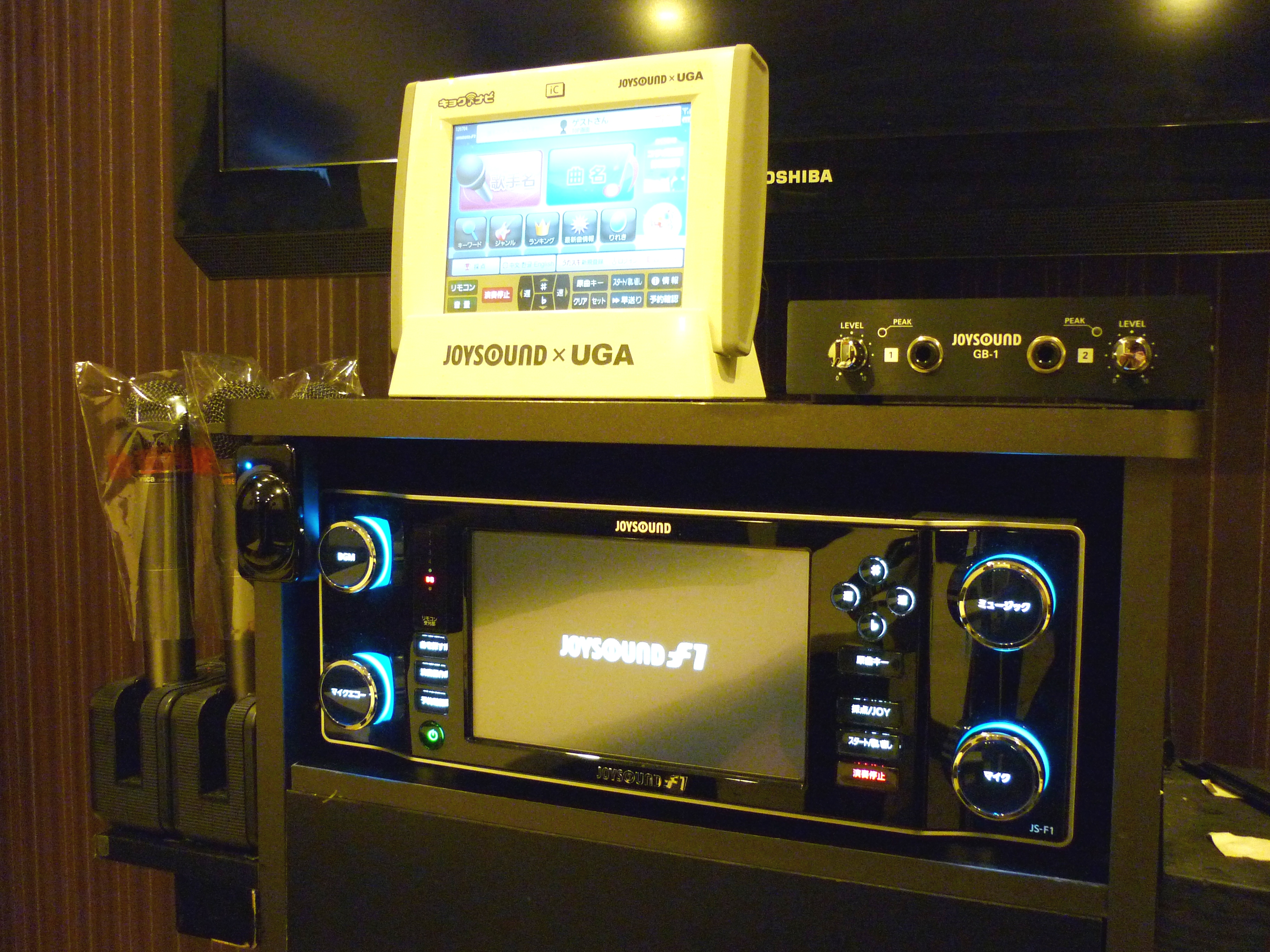
JOYSOUND f1（JS-F1）

JOYSOUND f1（ジョイサウンドエフワン：JS-F1）

2012年6月発売。BMBとの統合後初の商品であり、デイ・ナイト市場双方向けモデル。
収録曲数は発売当時業界最多の20万曲で、CROSSOの曲がすべて選曲可能。UGAのみで収録されていた全楽曲にも収録されている。曲間での予約表示や前奏・間奏時の秒数表示等、UGAシリーズの技術・ノウハウも継承されている。
機種名「f1」には、“fusion”（融合・繋がる：JOYSOUNDとUGAの融合、人々がつながる）・“future”（未来）、“1（one）”（ひとつになる）から、「音楽で世界をひとつに」の意味が込められている。
音源はローランドの「Super NATURAL」と独自音源の「JOYSOUND Phoenix」を採用。背景映像はフルHDに対応し、採点コンテンツやゲームアプリケーションのグラフィックも向上された。
シリーズとしては初めて、パネル前面に8.5インチワイド液晶タッチパネルを搭載し、手元にキョクナビがなくても楽曲検索等の簡易操作が行えるようになった。
「うたスキ動画」では、従来の2動画（画面）から最大5動画（画面）に拡充し、より多くのユーザによる合唱が可能となった
業界初の試みとして、周辺機器「サウンドエフェクター（GB-1）」を使用することにより、ギターやベースの音を雑音なく録音できるほか、チューニングやコード表示などサポート機能が利用可能。
コンテンツとしては、ギター演奏に特化した「ギタナビ」、ボーカルシンセサイザーが歌唱サポートをしてくれる「ボーカルアシスト」が追加された。
創作したオリジナル曲をカラオケ配信できる「キョクプロ」機能も搭載された（有料）。
2014年6月30日にマイナーチェンジモデル（JS-F1v）をリリース。こちらはHDMIの出力端子が2系統に増え、HDMIの入力端子が追加された。
JOYSOUND fR（ジョイサウンドエフアール：JS-FR）
2012年10月発売。「JOYSOUND f1」をベースにナイト市場向けに特化したマイナーチェンジモデル。ハードは「f1」と共通だが本体カラーがブラウンに変更されている。
収録曲数は16万曲と「f1」に比べ4分の3程度と少ないが、ヒット曲や外国曲、ご当地ソングなどを幅広く網羅し、ナイト市場向けモデルとしては業界最多。
機種名「fR」は、“First Class”（クラス最高水準の歌いやすさ、気持ちよさ、使いやすさ）、“Reborn Night”（ナイト市場を新たに飾る）に由来する。
内蔵無線接続により、アクセスポイントを使わずにコマンダとキョクナビとの通信が可能となった。
「分析採点III」に加え、「熱唱!カラオケ大会」など独自のゲームやアプリケーションを搭載しているほか、「JEWEL」同様、顧客管理機能「VIP room」、十八番曲管理機能「十八番」、「うたスキ」の中から、いずれかを選択して利用することができる。
2014年6月30日に前述の「JOYSOUND f1」と共に、マイナーチェンジモデル（JS-FRv）をリリース。こちらもHDMIの入出力端子の追加のみである。

### JOYSOUND MAXシリーズ

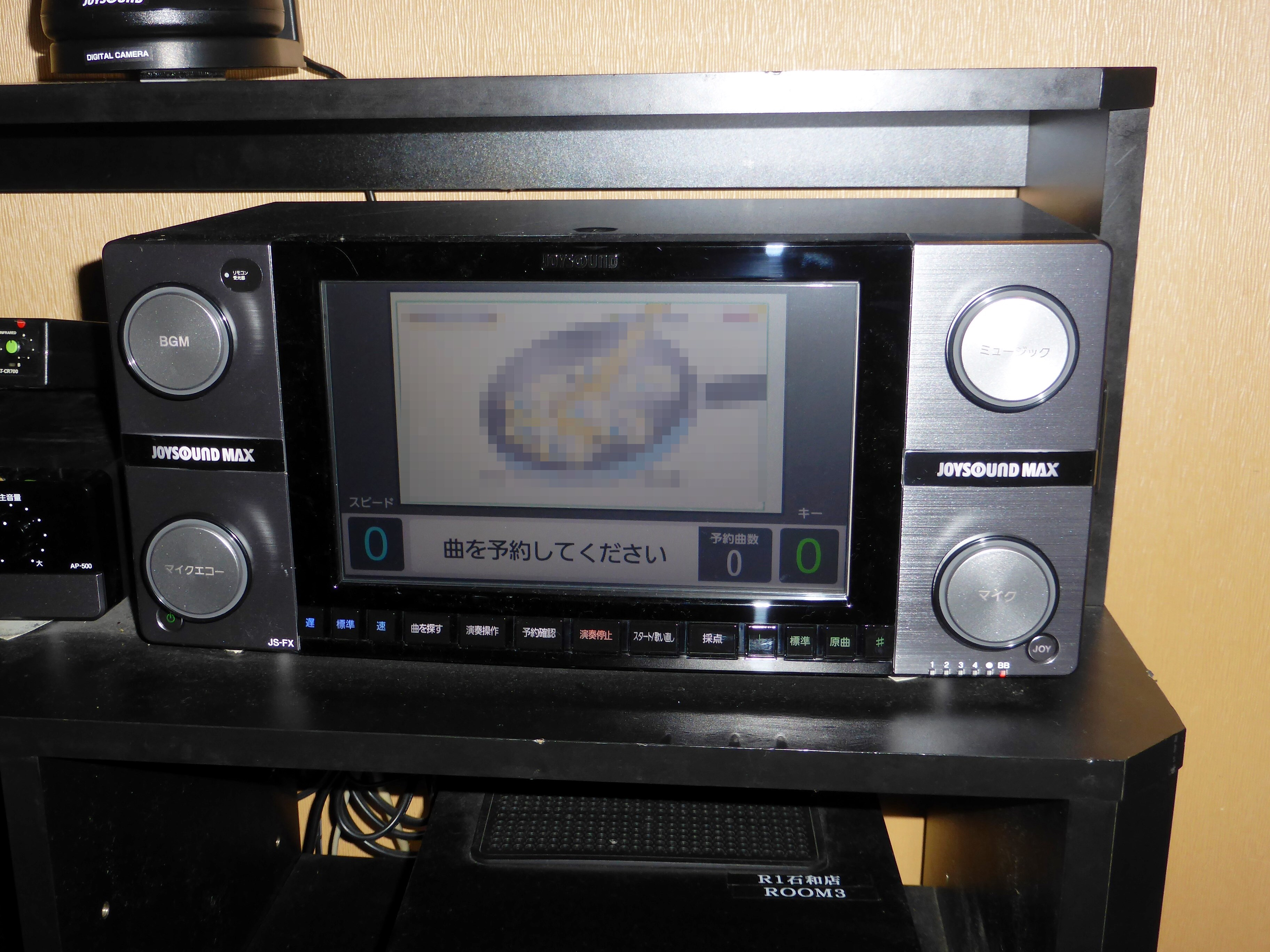
JOYSOUND MAX（JS-FX）

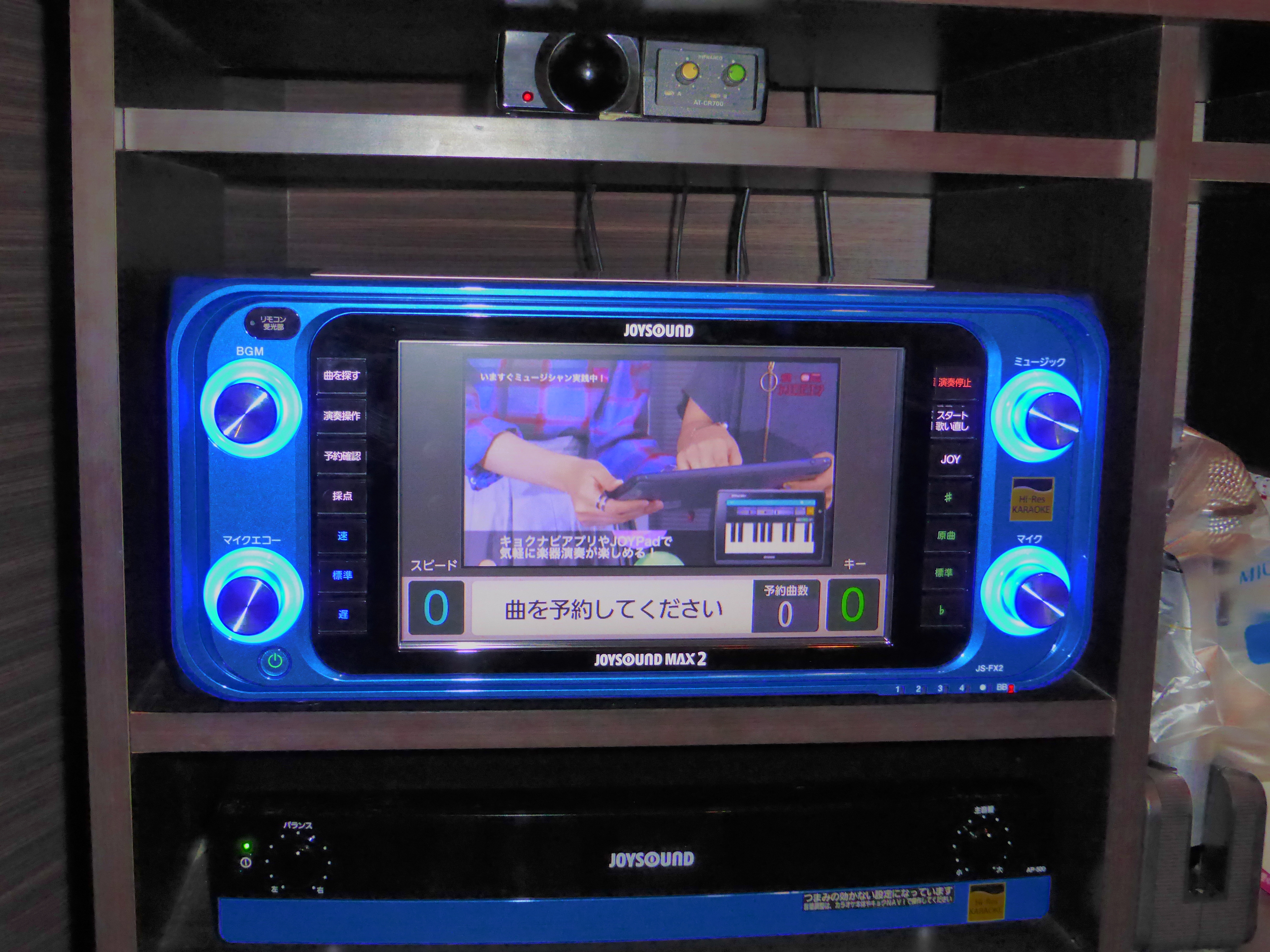
JOYSOUND MAX2（JS-FX2）

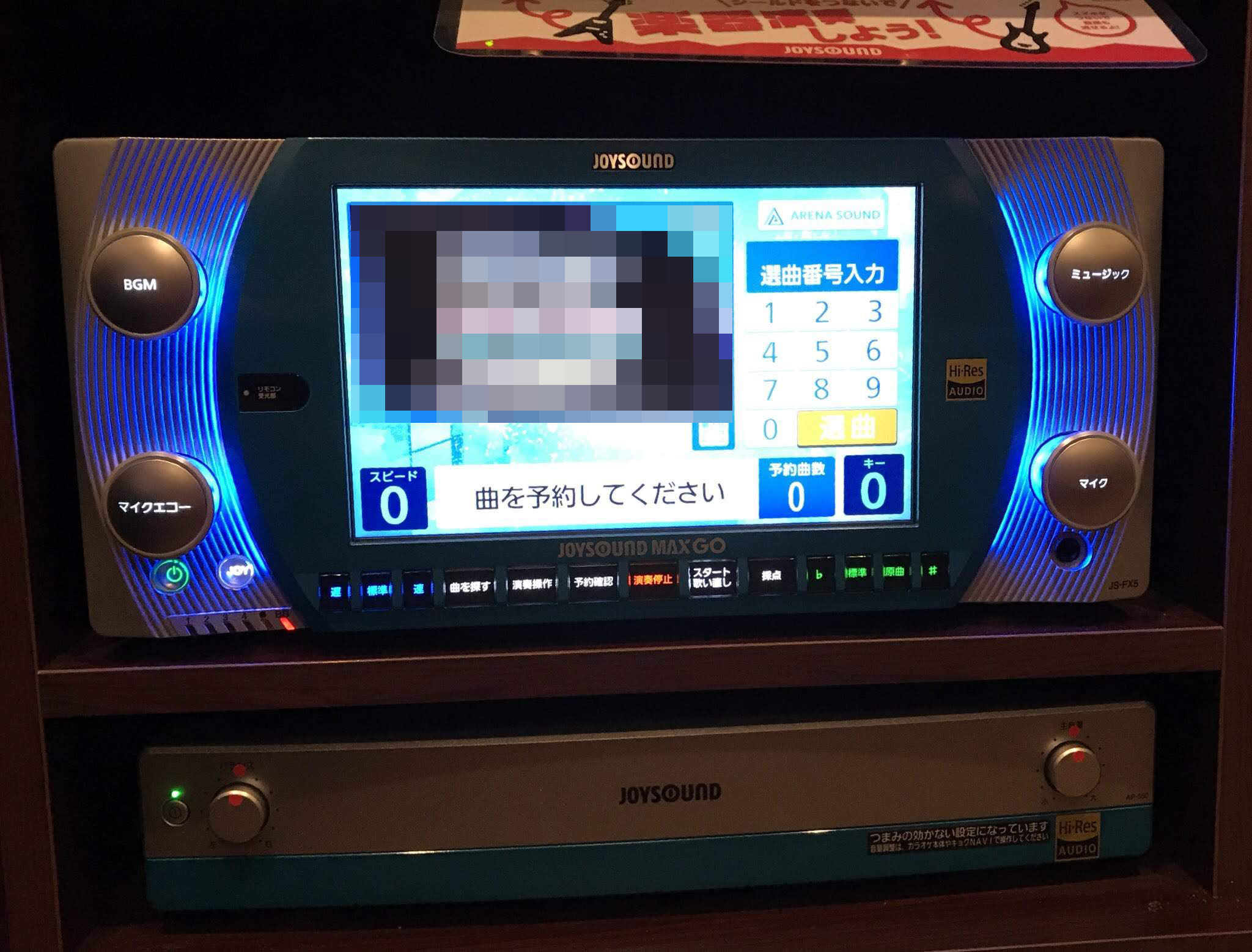
JOYSOUND MAX GO（JS-FX5）

JOYSOUND MAX（ジョイサウンドマックス：JS-FX）

2015年7月9日発売。デイ・ナイト市場双方向けモデル。収録曲数は業界最多の25.5万曲で、JOYSOUND f1の曲がすべて選曲可能。
音源はドイツのMAGIXと共同開発した、MIDI音源があたかも生演奏のような音源となる、カラオケ専用生音源「X-Leben（エクスレーベン）」を搭載した。
楽曲に応じてマイクエフェクトを自動で切り替えてくれる「オートボーカルエフェクト」、得意な曲のキーを判別する「マイキー」機能が追加された。また「ボーカルアシスト」も日本語曲のほぼ全曲で搭載している。
従来は創作したオリジナル曲を「キョクプロ」でカラオケ配信する場合は有料（180日間で5,000円）だったが、「うたスキ ミュージックポスト」と名称を変えて無料化した。
採点機能ではアーティスト中西圭三の監修のもと、人間の感覚により近い新採点アルゴリズムを開発。「全国採点ONLINE」が「全国採点グランプリ」となったほか、分析採点も「分析採点マスター」と名称を変え改良された。これに伴い「JOYSOUND f1」もバージョンアップにより全国採点・分析採点ともにアルゴリズムが改良された。その他、妖怪ウォッチのキャラクターが登場する「妖怪ウォッチ大採点」、点数が低いと曲の途中で強制終了される「チャレンジ採点」、セクシー系採点「ドキドキ採点ムービー」ではグラビアアイドル・アダルトコンテンツに加えてイケメンが初登場するなど、多様な採点コンテンツが搭載されている。
動画撮影機能は、カメラを使ってモニターに映した自分の姿に、動物や果物など約80種類のアイテムを合成して撮影できる機能「魔法カメラ」を搭載。
2016年4月29日より、テイチクエンタテイメントから発売中の鉄道ビデオの映像を用いた「鉄道カラオケ」を配信開始。第1弾は京浜急行電鉄で、前面展望映像に運転士の喚呼や車掌のアナウンスがテロップに表示される。翌2017年4月には、第4弾として関西初となる南海電気鉄道版を配信開始した。詳細は「鉄道カラオケ」の記事を参照。
また公式に発表はないが、JOYSOUND MAX2に搭載されているアリーナサウンドやテロップ全ルビも、2017年7月のアップデートで対応している（ハイレゾカラオケは非対応）。
JOYSOUND 響（ジョイサウンドひびき：JS-NX）
2015年7月上旬発売。「JOYSOUND MAX」をベースにしたナイト市場向けモデル。発売時の収録曲数は17万曲と「JOYSOUND MAX」と比較しても若干少なめだが、ナイト市場向けモデルとしてはクラス最高水準の曲数の収録を実現。2024年11月時点の収録曲は約23.4万曲。
「JOYSOUND fR」と同様に「分析採点マスター」や「熱唱！カラオケ大会」などのコンテンツを搭載するほか、顧客管理システム「VIP Room」を搭載する。
また「JOYSOUND MAX」と同様に音源「X-Leben」を採用し、日本語曲のほぼ全曲に「ボーカルアシスト」機能を搭載する。
JOYSOUND MAX2（ジョイサウンドマックスツー：JS-FX2）

2017年7月6日発売。「JOYSOUND MAX」をベースにパワーアップしたフラッグシップモデル。発売時の収録曲数は28万曲と業界最多。「JOYSOUND MAX」の曲すべてが選曲可能。
業界で初めてカラオケにハイレゾを採用。これにより、マイクサウンドをほぼ遅延なく耳に入ることを可能にし、ミュージックもハイレゾにすることで目の前で演奏している臨場感を実現した。なお「ハイレゾカラオケ」とは、マイク入力を24bit/192kHzで音響処理し、ミュージックをCDスペックの素材波形を音響処理によりハイレゾ相当に変換したもの。
さらに、生のライブステージで歌唱しているような気持ちよさを体感できる「アリーナサウンド機能」を搭載した。
また、近年高まっているインバウンド需要に対応した外国人向けの機能として、従来は一部のみであったカラオケテロップの日本語曲の漢字全てにルビを表示（アーティストの意向やルビを表示するスペースがない楽曲などは非対応）。日本語の歌詞をローマ字のルビ付きで表示することも可能とした。中国語曲では既存の繁体字に加えて簡体字表記にも対応した。
JOYSOUND MAX GO（ジョイサウンドマックスゴー：JS-FX5）
2019年6月中旬発売。「JOYSOUND MAX2」を超える新たなフラッグシップモデルとして開発された機種。JOYSOUND MAX2のすべての曲を選曲可能で、収録曲数は業界最多の30万曲。「JOYSOUND MAX2」同様、ハイレゾカラオケに対応している。
新機能として、多彩な映像コンテンツを配信する「みるハコ」に対応。音楽ライブやミュージカルを視聴できるほか、ライブビューイング配信も行われる予定。
採点コンテンツ「分析採点マスター」もリニューアルされ、音程バーが画面下に表示されるようになり、視線の上下移動負荷が軽減された。総評コメントはマシコタツロウが監修している。また、最新300件の「結果りれき」を「うたスキ」に保存できるようになり、キョクナビアプリで確認できるようになった。
音質面では、サブウーファーをラインナップに追加し、さらなる強化がされている。
その他の機能として、デュアルモニター機能、カラオケテロップのユニバーサルデザインフォント表示、待機画面に流れるプレイリストの作成機能を搭載。また、HDMI単独での接続で映像と音声データの受け渡しが可能になった。
JOYSOUND 響II（ジョイサウンドひびきツー：JS-NX2）
2019年6月中旬発売。「JOYSOUND MAX GO」と同時販売された。
「JOYSOUND MAX2」をベースにしたナイト市場向けモデル。収録曲数は24万曲と「JOYSOUND MAX GO」と比較しても若干少なめだが、「JOYSOUND 響」からは大幅に曲数が増えている。
この機種からハイレゾカラオケに対応し、同時発売されたサブウーファーにも対応している。
「JOYSOUND MAX2」に搭載された「アリーナサウンド」「オートボーカルエフェクト」「ボーカルアシスト」にも対応している。

### JOYSOUND X1シリーズ
JOYSOUND X1（ジョイサウンドエクスワン：JS-FX10）
2023年11月13日発売。「無限にひろがる、カラオケの常識を超えたエンターテインメント体験。」をコンセプトにしたフラッグシップモデル。収録曲数は業界最多の35.5万曲を搭載し、日本フィルハーモニー交響楽団の演奏を音源化した「X-LebenⅡ」を搭載している。
エンターテインメント・プラットフォーム「X PARK」を搭載し、オンラインを使ったボーカルレッスンや離れた場所でもカラオケを楽しむことができるようになった。
採点コンテンツは分析採点AIから分析採点AI+に変更され、採点結果画面の演出が変更されている。
その他の機能として本体前面にHDMI入力端子とマイク入力端子を2つ装備し、拡張性と利便性が向上している。

### 宴会場・福祉施設向け機器
EnJoyStage（エンジョイステージ：BJ-S1） / EnJoyPortable（エンジョイポータブル：BJ-P1）
2007年10月に「EnJoyStage」、同年11月に「EnJoyPortable」を発売。旅館・ホテルの宴会場やエルダー市場（老人福祉施設）向けの業務用カラオケシステム。「EnJoyStage」は一体型モデルなのに対し、「EnJoyPortable」はPA機器の接続が必要となる。
楽曲の追加は専用のページよりデータをダウンロードし、専用USBメモリを用いて追加する。
コンテンツも通常の採点のほか、名曲に体操の映像が付いた「名曲健康体操」など、エルダー施設・宴会場やホテルに向けたものが多い。
JOYSOUND FESTA（ジョイサウンドフェスタ：JS-FW）
2013年8月発売。家庭用の「カラオケJOYSOUND for Wii U（旧：Nintendo×JOYSOUND Wii カラオケ U）」をベースに、旅館・ホテル、エルダー市場向けに開発された。本体は任天堂宇治工場製。
任天堂の家庭用ゲーム機「Wii U GamePad」をカラオケの選曲端末として利用でき、本人映像や生演奏などのコンテンツも一部選曲可能である。
ゲームや採点アプリケーションは「JOYSOUND Wii カラオケ U」と同じ「分析採点U」のほか、「みんなでうた合戦」などや、Wiiリモコンを使って遊べるゲームを搭載している。
機種名「FESTA」は、「楽しさ」「祝宴」を表現し、コンセプトである「楽しさ」と「健康」で「心躍る時間」を提供する意味から。
老若男女問わず体を動かして遊べるコンテンツ「健康王国」に対応。
また、Wi-Fiに対応して無線環境での使用が可能になった。
JOYSOUND WAGON（ジョイサウンドワゴン：JS-WFR）
2014年10月末発売。「JOYSOUND fR」をベースに、旅館・ホテル市場向けに開発された。
発売時の収録曲数は93000曲と「JOYSOUND f1」や「JOYSOUND fR」に比べかなり少なめではあるが、それでもホテル・旅館市場向けでは最高水準の曲数を収録している。
また、本人映像カラオケや生演奏などのコンテンツも「JOYSOUND fR」よりも少なめではあるが搭載されている。
大型キャスター、180度回転や折りたたみが可能な18.5インチ液晶モニターを搭載しており、操作性、機動性の強化を図っている。
ゲームや採点アプリケーションは「JOYSOUND fR」と同じ「分析採点III」や「いきなり採点」などのほか、アダルトコンテンツも搭載されている。
JOYSOUND FESTA2（ジョイサウンドフェスタツー：JS-H1W）
2018年5月発売。「JOYSOUND FESTA」の後継機で、エルダー市場向けに開発された。
前作「JOYSOUND FESTA」で使われていた「Wii U GamePad」を選曲端末として取り扱うことをやめ、新たにJOYPadキョクナビ（JR-P2000）を採用。こちらも本人映像や生演奏などのコンテンツも一部選曲可能である。
音質面での強化が図られており、JOYSOUND MAXに搭載されている「X-Leben」を搭載。
またプレミアムコンテンツを契約すれば「健康王国」も利用可能となる。
JOYSOUND WAGON2（ジョイサウンドワゴンツー：JS-NXW）
2018年5月末発売。「JOYSOUND WAGON」の後継機で、旅館・ホテル市場向けに開発された。
発売時の収録曲数は約10万曲で、本人映像や生演奏などのコンテンツも「JOYSOUND MAX2」よりは少ないが搭載されている。
音質面での強化が図られており、「JOYSOUND MAX」に搭載されている「X-Leben」を搭載。
ゲームや採点コンテンツは「JOYSOUND MAX」と同様「分析採点マスター」や「いきなり採点」を搭載。アダルトコンテンツも搭載されている。
また、ボーカルアシストや外国人向けのテロップ全ルビ機能もこの機種より実装された。

### 家庭用カラオケ
家庭用ゲーム機向けのカラオケソフト。Wii版およびPlayStation 3版の配信楽曲は7万8000曲以上（2011年12月現在）。選曲番号も同一で、公式ウェブサイトでの楽曲検索でも一括りで扱われる。
カラオケJOYSOUND Wii
任天堂のゲーム機Wii用ソフト。2008年12月にハドソンからパッケージ版が、2009年7月にエクシングからWiiウェア版が発売された。Wiiポイントで期間別のチケット（24時間、72時間、30日間、90日間）を購入する方式。2009年10月にはネット接続なしのパッケージ（ディスクに入っている曲のみ）も発売された。続編として2009年11月にデラックスが、2010年12月にはスーパーデラックスが発売されている。スーパーデラックスはDSiウェアと連動して、ニンテンドーDSiまたはニンテンドー3DSを選曲リモコンとして利用できる。
スーパーデラックスは、2014年5月22日に障害が発生し同年6月13日をもってオンラインサービスを終了。これに伴い、DSiウェアの選曲リモコンサービスも終了となった。
デラックスとWiiウェア版は、2018年4月26日をもってサービスを終了した。
カラオケJOYSOUND for アクトビラ
ビデオオンデマンド配信サービス「アクトビラ」を利用したカラオケ配信サービス。2010年6月1日にオープン（プレオープンは5月10日）。利用料金は1か月歌い放題で980円。楽曲は月120曲以上追加されており、2018年時点の配信曲数は18,000曲以上（演歌パックは4,500曲以上）。「CROSSO」と同等の音質が楽しめるが、マイクなどの付属品は別途用意する必要がある。
一部受信機器でのアクトビラVODサービス終了に伴い、2020年9月30日をもってサービス終了となった。
JOYSOUND DIVE（ジョイサウンド・ダイブ）
PlayStation 3向けに2011年11月24日より配信されているカラオケソフト。バンダイナムコゲームスとの共同開発。期間利用チケット（24時間、30日間）をPlayStation Storeで購入する方式。
後継の「JOYSOUND.TV Plus」が2014年12月より配信開始されるため、同年10月31日をもってサービス終了となった。
JOYSOUND.TV
ソニーの液晶テレビやブルーレイプレイヤーなど、Sony Entertainment Network対応製品を対象としたカラオケ配信サービス。2012年6月6日よりサービス開始。サービス開始時点の曲数は21,000曲、毎月400曲追加としており、2018年時点では10万曲以上となっている。
2012年12月3日にはシャープの液晶テレビアクオスでもサービスが開始されたほか、2013年3月13日からは日立の液晶テレビWoooでもサービスを開始した。
また、スマートフォンやパソコンのウェブブラウザを使って楽曲の予約を行う「JOYSOUND.TV キョクナビ」が2014年3月31日にリリースされた。
JOYSOUND.TV Plus
前述の「JOYSOUND DIVE」の後継サービスとして、2013年11月14日より配信されているカラオケソフト。対応ハードはPlayStation 3、PlayStation 4のほか、PlayStation Vita（TV含む）に対応している。配信曲数は2018年時点で10万曲以上。
「JOYSOUND DIVE」と同様に、期間利用チケット（24時間、30日間)）をPlayStation Storeで購入してサービスを利用でき、PlayStation Plusに加入していると値引きが受けられる。PlayStation 4版はパッケージ版もあり、一部の曲が無料で再生できる。パッケージ版のみの楽曲も存在する。
また、選曲リモコンとして「JOYSOUND.TV キョクナビ」にも対応している。
カラオケJOYSOUND for Wii U
Wii Uにプリインストールされているカラオケソフトで、本体発売と同時にサービスが開始された。期間利用チケット（3時間、24時間、30日間、90日間）をニンテンドーeショップで購入する方式。Wii U GamePadを選曲リモコンとして利用できる。配信曲数は2018年時点で10万曲以上。当初の名称は「Wii カラオケ U」で、後述のNintendo Switch版リリースに伴い名称が統一された。
尚、2023年6月30日をもってサービス終了となった。
カラオケJOYSOUND (ニンテンドー3DS版)
ニンテンドー3DSダウンロードソフトとして2015年8月5日配信開始。配信曲数は2018年時点で10万曲以上。ソフトはダウンロード無料で、別途チケットや追加コンテンツを購入する方式。
尚、2020年6月30日に配信を終了している。
カラオケJOYSOUND for Nintendo Switch
Nintendo Switchで使用できるカラオケソフト。2017年12月6日より配信が開始された。ソフトのダウンロードは無料で、Wii U版と同様に、期間利用チケットをニンテンドーeショップで購入することで利用できる。
他の家庭用JOYSOUNDにはない特色として、これまで業務用のみで楽しめた専属楽曲（管理楽曲、いわゆる懐メロ）や「鉄道カラオケ」に対応している。2018年時点での配信曲数は14万曲以上。また、選曲リモコンとしてJoy-Conのほかに「JOYSOUND MAX」などで使えるスマートフォンアプリ「キョクナビアプリ」を利用可能。

## 周辺機器

### 選曲リモコン

#### JOYNAVI
JR-70
2003年1月中旬発売。楽曲検索機能付きのリモコン。対応機種はHyperJoy、HyperJoyV2。

#### キョクNAVI
JR-100
2004年11月発売。対応機種はHyperJoy、V2、CelebJoy、CelebJoyHearts、HyperJoyWAVE。タイトーの業務用通信カラオケ「Lavca」でも使用されている。
業界初となる無線LANによる通信を採用。これにより操作時にコマンダの赤外線ポートへ向ける必要がなくなり、360°全方位からの通信が可能となった。
CDのジャケット写真の表示や映像コンテンツの試聴、歌詞表示などの機能を備える。ゲームもプレイ可能。
本体カラーはシルバー。2004年度グッドデザイン賞受賞。新譜データの配信は2012年3月をもって終了。
JR-100II
2006年11月発売。対応機種はHyperJoyV2、CelebJoy、HyperJoyWAVE、CelebJoy Hearts、JEWEL。
カラオケSNS「うたスキ」に対応。歌詞モニタ機能では、通常のモニタに表示される歌詞テロップがキョクNAVIでも閲覧することができる。JR-100同様、ゲームのプレイが可能で、間違い探しやパズルゲームなどがプレイできる。
本体カラーはホワイト。OSはWindows CE 5.0を採用。新譜データの配信は2016年7月をもって終了。
JR-100s
2006年11月、JR-100IIと同時発売。対応機種はHyperJoyV2、CelebJoy、HyperJoyWAVE、CelebJoy Hearts、JEWEL。
本体カラーはホワイト。2006年度グッドデザイン賞受賞。新譜データの配信は2016年7月をもって終了。
JR-200X
2009年11月発売。同時発売の「CROSSO」に完全対応。
FeliCa対応ICカードまたはおサイフケータイのデータ領域にログイン情報を記録することで、次回以降はICカードをかざすだけで「うたスキ」にログインできる機能「かざしてログイン」が追加された。また画面下部のシートキーが拡張され、予約曲がワンタッチで確認できる「予約確認」ボタン、演奏中の楽曲情報や曲間映像に関する情報を確認できる「ｉ（アイ）情報」ボタンなどが追加された。
本体カラーはブラック。OSにはWindows CE 6.0を採用。
パセラなどで使用されるΣsystem用の「ΣNAVI」、カラオケの鉄人で使用される「カラ鉄NAVI」など、主に統合カラオケシステムにおいて、キョクNAVIと共通のハードウェアを使用したリモコンが使われる例が多い（多くはJR-100がベース）。

#### キョクナビ

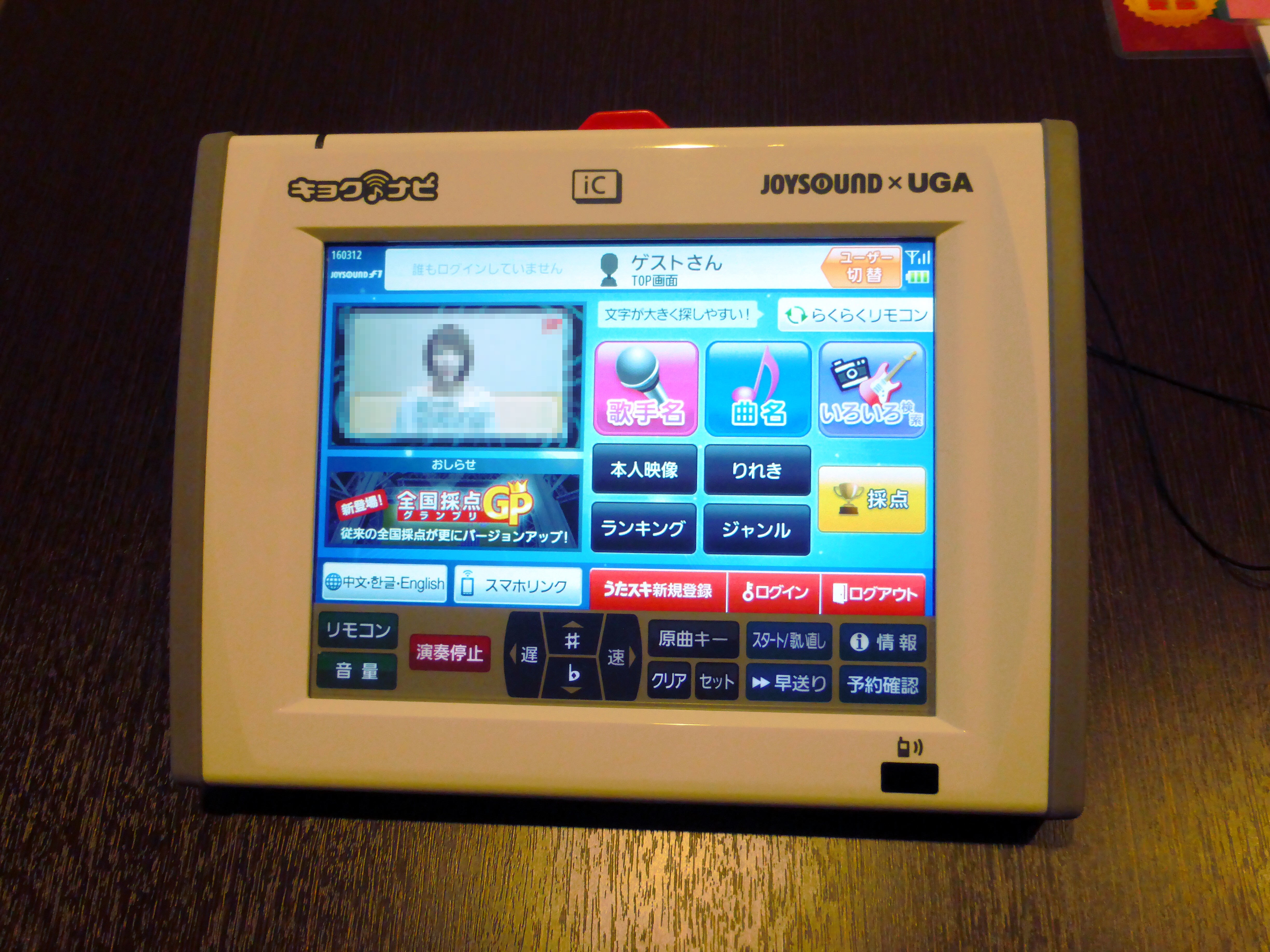
キョクナビ（JR-300） ホワイト
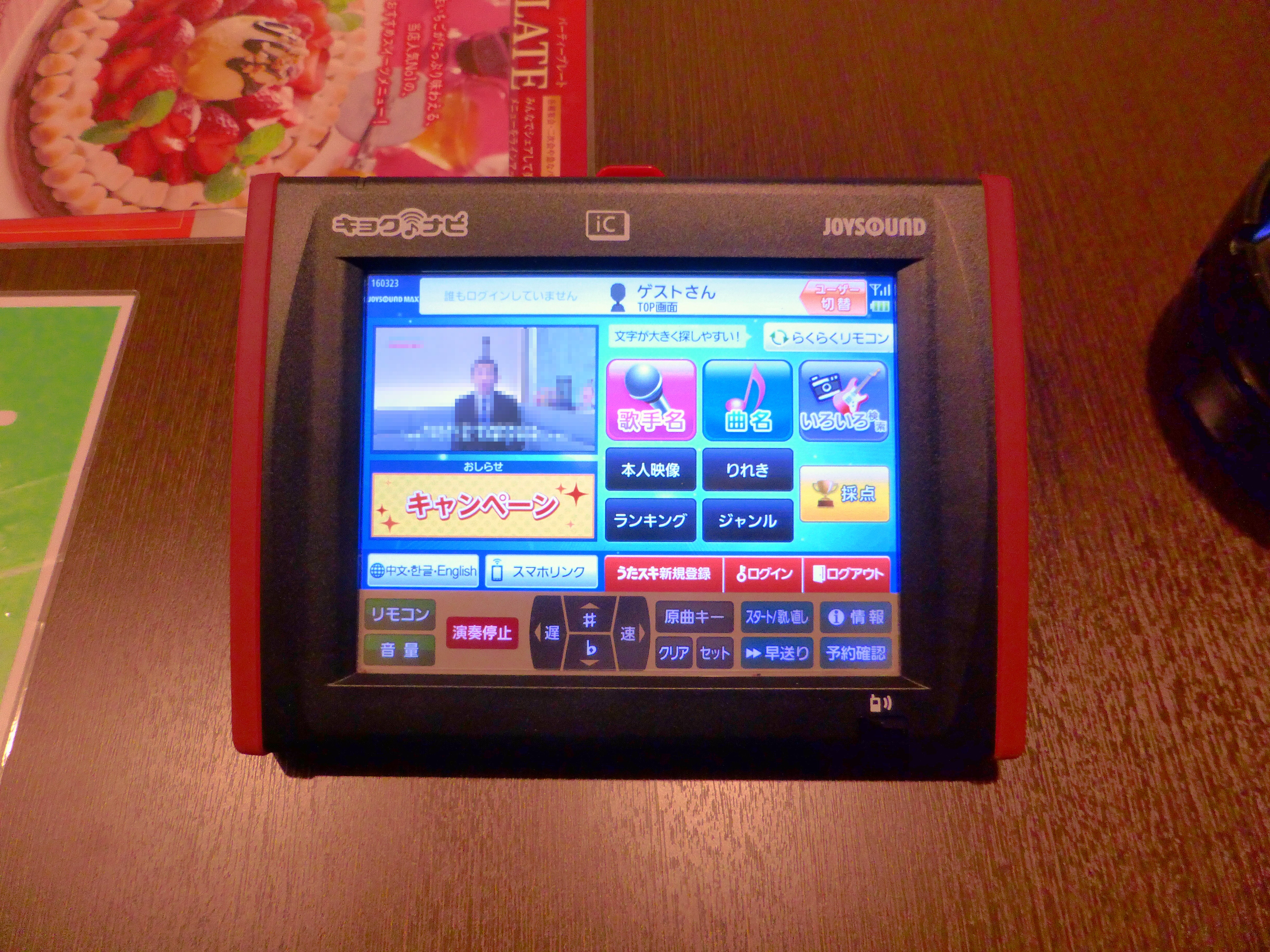
キョクナビ（JR-300） ブラック

JR-300 / JR-300(BK)
2011年5月30日発売。「キョクNAVI.s（JR-100s）」およびBMBから引き継いだUGAの「UGA NAVI GUEEN（BT-SN02）」の後継として発売。ロゴも一新され、表記も従来の「キョクNAVI」から「キョクナビ」となった。画面構成は「CROSSO」と同時発売された「キョクNAVI（JR-200X）」を踏襲した。
対応機種は、JOYSOUNDではHyperJoy V2以降すべてのJS（JS-FWを除く）、BJ、XJシリーズ/UGAの全シリーズ（楽宴シリーズを除く）で使用可能（JS-FX5のみ非対応）。
発売当初の対応機種は旧機種のみであったが、バージョンアップにより「JOYSOUND f1」にも対応した。「JOYSOUND f1」の環境では、従来の「かざしてログイン」の他に、JOYSOUND ID（メールアドレス）でのログインも可能になった。また、従来はパソコン上からのみ検索が可能だった「うたスキ動画」の検索がキョクナビからも行えるようになった。
カラオケ機器としては初めて、OSにAndroid（組み込み用Android）を採用しているほか、データベースシステムには日立ソリューションズの組み込み機器向けデータベース/ファイルシステム「Entier」を採用し、検索時間の高速化が図られている。
本体カラーはホワイト、ブラック（2015年7月1日追加）。
JR-500
2017年発売。JOYPadシリーズとは異なり、廉価モデルにあたる。7インチ液晶を搭載したことによる本体サイズの小型化が図られており、JR-300用バッテリーチャージャー（JR-300BC）と互換性を持つ。三洋テクノソリューションズ鳥取製。
対応機種は、JS-F1、JS-F1v、JS-FR、JS-FRv、JS-FX、JS-FX2、JS-FX5、JS-NX、JS-NX2、JS-WFR、JS-NXW。
JR-550
JR-500の後継機種。
対応機種は、JS-F1、JS-F1v、JS-FR、JS-FRv、JS-FX、JS-FX2、JS-FX5、JS-NX、JS-NX2、JS-WFR、JS-NXW。

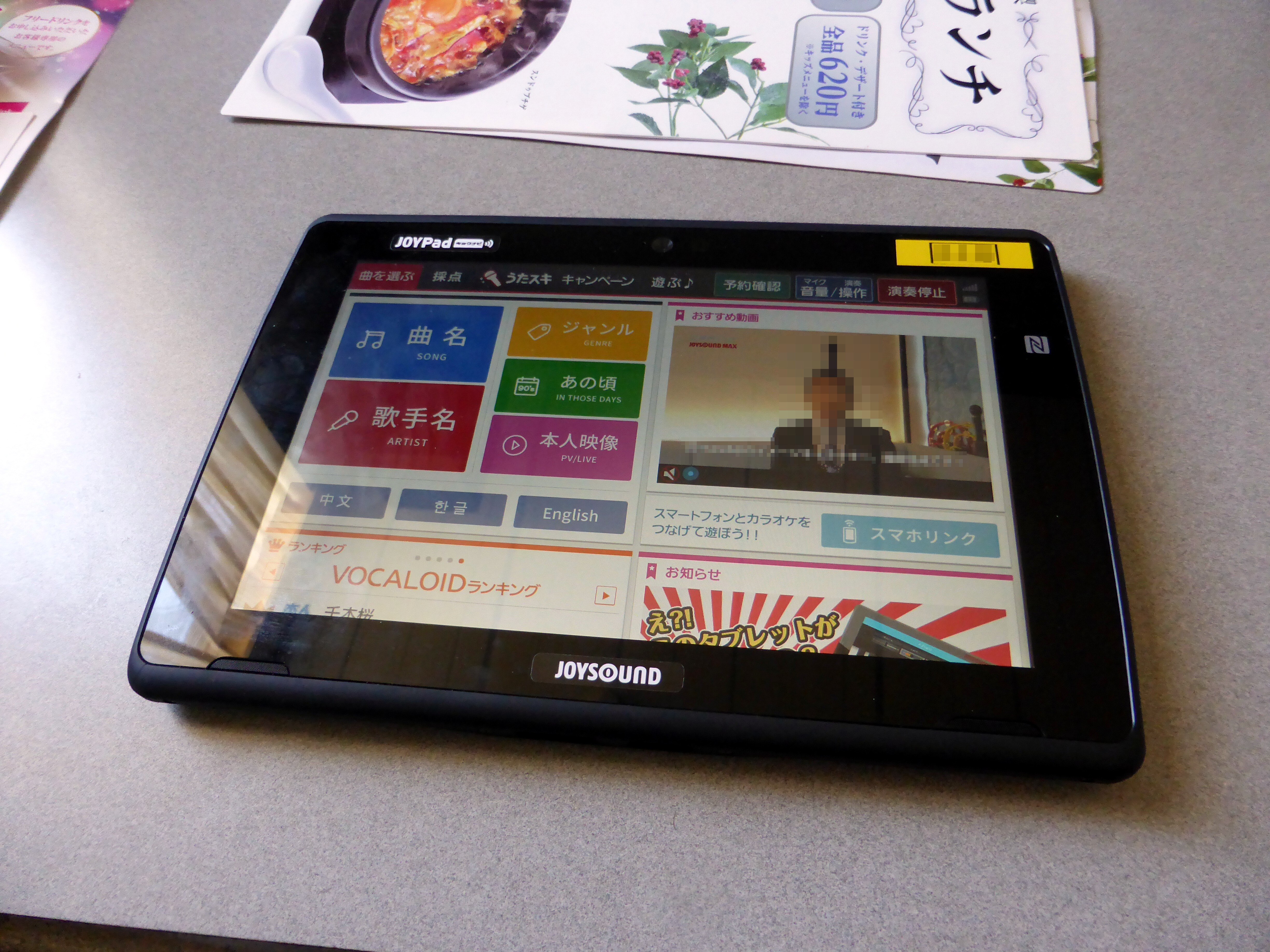
キョクナビ（JR-300）
ホワイト
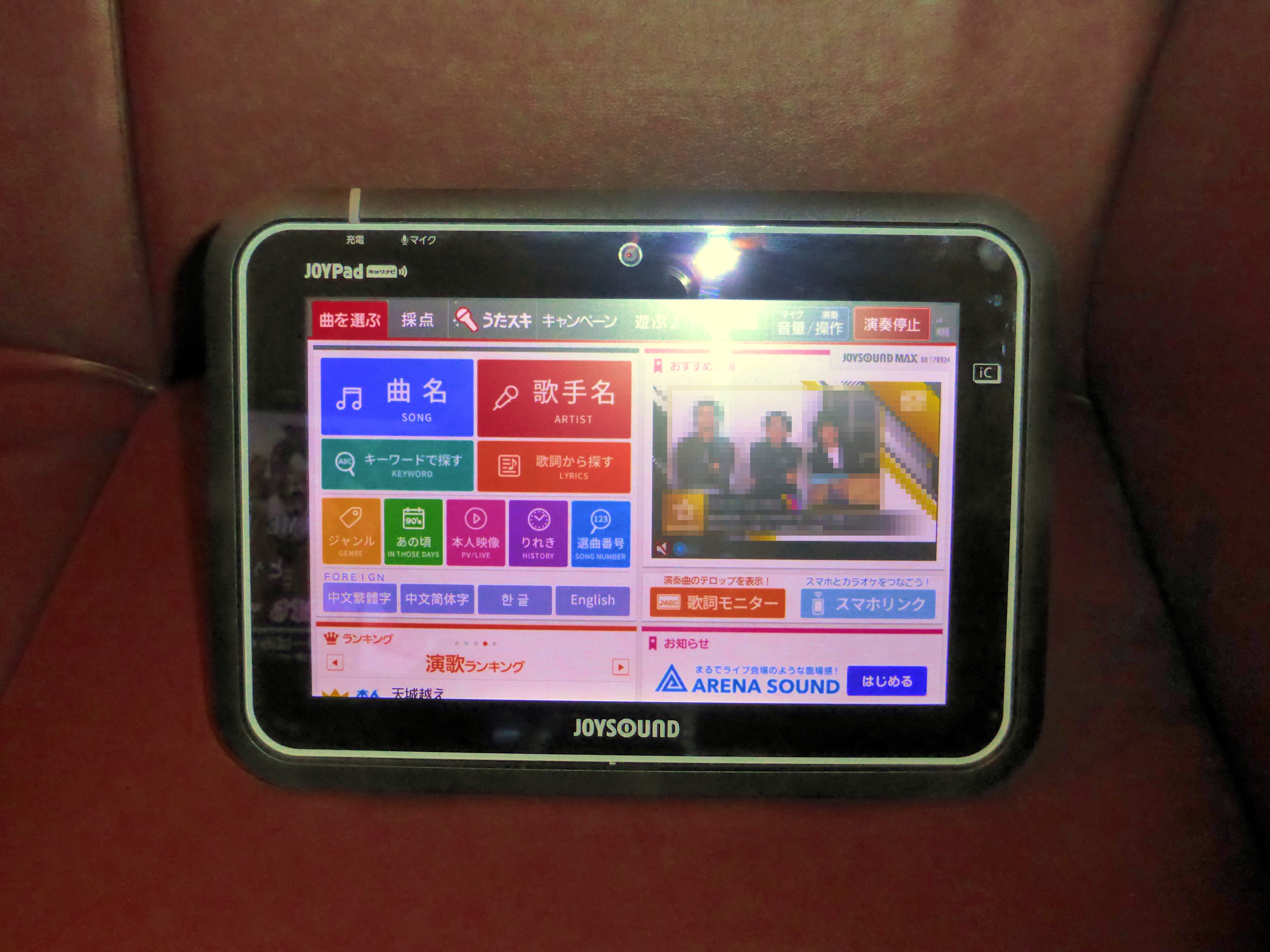
キョクナビ（JR-300）
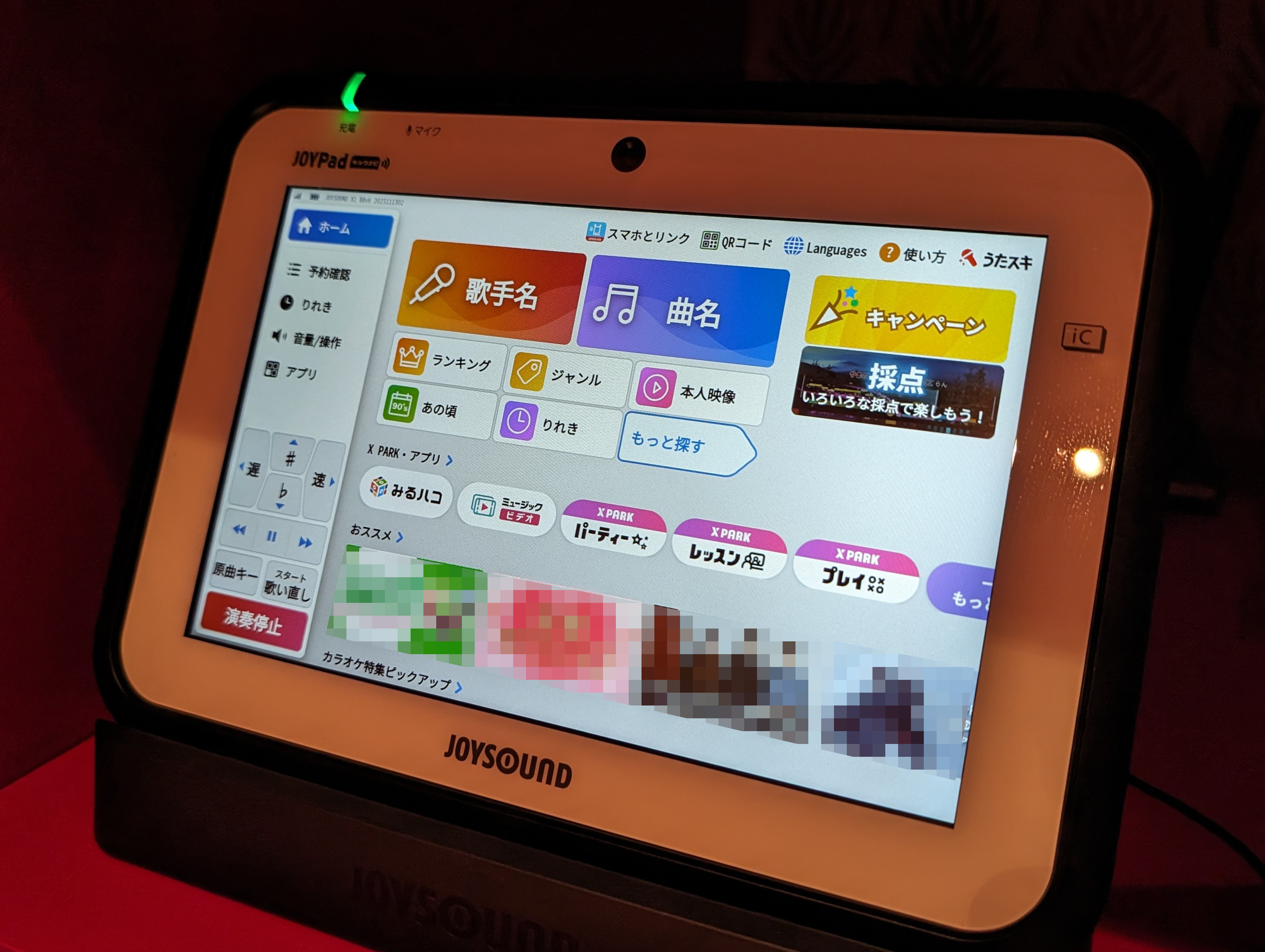
JOYPadキョクナビ （JR-P3000）
ブラック

#### JOYPadキョクナビ
JR-P1000
2015年7月上旬発売。「JOYSOUND MAX」と同時発売した。対応機種は、JS-F1、JS-FR、JS-FX、JS-FX2、JS-NX。
NECの全面技術協力の下で開発され、10.1インチワイド液晶タッチパネルで軽く、防水・防塵性に優れている。NECが業務用に販売していた端末「AGT10」をベースにしているため、音量調節ボタンと電源ボタンが存在するが、いずれも押しても全く反応しない。
JR-300やJR-200X同様「かざしてログイン」も使えるほか、手軽に楽器演奏が楽しめる「いますぐミュージシャン」、子供向けアプリとして「タッチ！うごくちずこっき」を搭載している。
本体カラーはブラックのみ。
JR-P2000
2017年4月20日発売。JR-P1000のリニューアルモデル。
対応機種は、JS-F1、JS-FR、JS-FX、JS-FX2、JS-FX5、JS-NX、JS-NX2、JS-H1、JS-H1W。
三洋テクノソリューションズ鳥取製で、完全オリジナル設計となった。従来ではカメラによるQRコードでのペアリングのみだったのを赤外線ペアリングに対応した。また、一体型のスタンドでタブレットを立てかけられるようになり使い勝手を向上させている。
JR-P3000
2023年11月13日発売。UIがバージョンアップされた新モデル。
サイドメニューを搭載し、トップページのデザインが変更された。対応機種はJS-FX10のみ。
寸法はJR-P2000と全く同じで、20g軽量化された。
- JOYPadキョクナビ
（JR-P1000）
- JOYPadキョクナビ
（JR-P2000）
- JOYPadキョクナビ
（JR-P3000）

### その他周辺機器

#### セットトップボックス（ST-1）
2008年10月発売。「HyperJoy WAVE」の機能を拡張する周辺機器で、「うたスキ動画」「アフレコ」など2008年秋以降に追加された新機能を利用するために必要となる。本体と動画撮影用のカメラがセットとなっている。OSにはWindows XP Embeddedを採用した。

#### サウンドエフェクター（GB-1）
2012年6月発売。「JOYSOUND f1」で、ギターやベース等の音を雑音なく録音したり、チューニングやコード表示などのサポート機能を利用するために必要となる。USBによりJOYSOUND f1から給電する。対応機種はJS-F1。

#### セッションボックス（GB-10）
2015年7月発売。「JOYSOUND MAX」と同時発売した。ギター2系統の他、AUX1系統が搭載され、ドラムや携帯音楽プレーヤーなどの音をスピーカーより出力可能にした。また、ギター2系統のエフェクトを個別に設定できる機能を搭載。これにより本格的なバンド演奏が楽しめるようになった。対応機種はJS-FX、JS-FX2、JS-FX5。

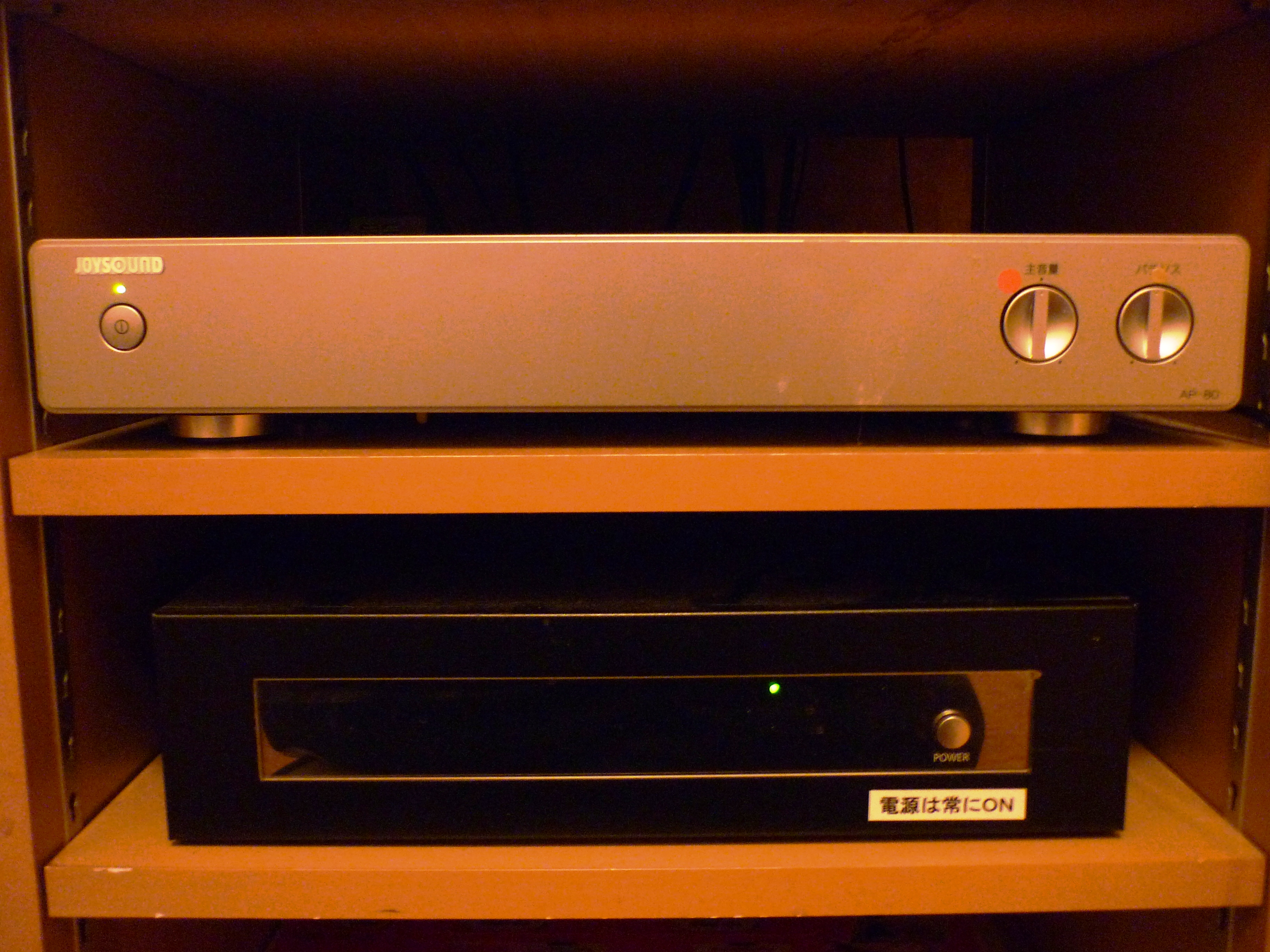
セットトップボックス（ST-1）
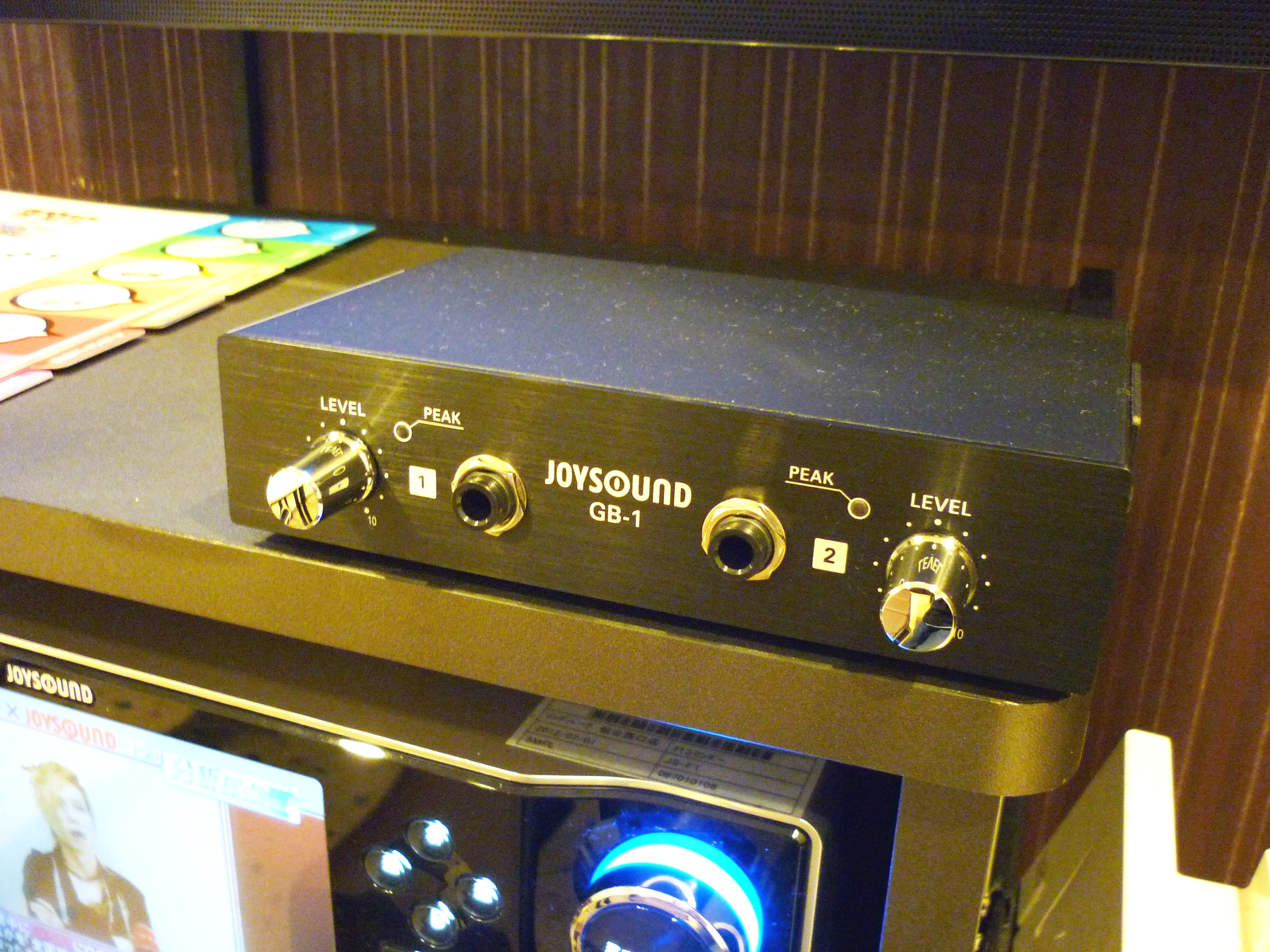
サウンドエフェクター（GB-1）